# Jacques Pujol
Jacques Pujol – francuski judoka.
Srebrny medalista mistrzostw Europy w 1958. Trzeci na mistrzostwach Francji w 1961 roku.